# Врлина (будизам)
У будизму, врлина или понашање (санскрт: Śīla, пали: sīla) је кодекс правила који спречава повређивање других бића. Стандардни кодекс чини пет правила морала (pañća sīla), односно одустајање од:
- убијања,
- крађе,
- прељубе (недоличних сексуалних односа),
- лажи (погрешног, злонамерног говора, оговарања) и
- конзумирања било чега што помућује свест.[1]

Врлина је друга област постепене обуке, једна од десет савршености, друго од седам драгоцености и прва од три основе благотворних поступака.

## Будино учење
Буда је говорио да је врлина једна од прилика за стицање заслуга:
Монаси, постоје три прилике за стицање заслуга. Које три? Прву прилику за стицање заслуга представља дарежљивост, другу прилику врлина, а трећу медитација.— Буда
Пали канон даје детаљну разраду за свако од правила кодекса. Тако напуштање лошег говора подразумева следеће:
А пошто је напустио лагање, он не лаже; говори истину, чврсто се држи истине, поверљив и поуздан, није обмањивач овога света. А пошто је напустио злонамеран говор, не говори злонамерно; не понавља тамо оно што је чуо овде, како би ове људе завадио с онима, нити понавља овде оно што је чуо тамо, како би оне људе завадио с овима. Тако он спаја подељене, подстиче пријатељство, ужива у слози, радује се слози, усхићује се слогом, говори речи које иду у прилог слози. А пошто је напустио грубе речи, не изговара грубе речи; говори речи које су благе, пријатне за ухо и љубазне, које иду право до срца, учтиве су, пожељне за многе и с њима су сагласни многи. А пошто је напустио наклапање, он не прича из доколице; говори у право време, говори чињенице, говори о ономе што јесте добро, говори о учењу и пракси; у право време говори речи које су вредне да се запамте, разложне, умерене и корисне.